# Lillian Dyck
Pour les articles homonymes, voir Dyck.
Lillian Eva Quan Dyck (née le 24 août 1945 à North Battleford, en Saskatchewan) est une neurobiologiste et sénatrice canadienne pour la province de Saskatchewan. Elle a été nommée au Sénat sur la recommandation du premier ministre Paul Martin le 24 mars 2005.
Elle est la première sénatrice issue des Premières Nations et de la première sénatrice d’ascendance chinoise née au Canada.

## Biographie
Lors de sa nomination, Dyck souhaite siéger au Sénat sous la bannière du Nouveau Parti démocratique, mais le parti indique immédiatement qu'il ne la reconnaîtrait pas comme membre du caucus néo-démocrate ; étant donné que la plateforme du parti prône explicitement l'abolition du Sénat, il refuse de donner une légitimité à ce corps en acceptant Dyck ; de plus, le membership de Dyck dans le NPD était échu. Selon les règles du Sénat, les sénateurs sont libres de se désigner comme bon leur semble, et Dyck continue de se désigner comme une néo-démocrate, quoique de l'extérieur du caucus en tant que membre néo-démocrate indépendante. En 2009, elle joint le caucus du Parti libéral du Canada et siège à titre de sénatrice libérale. Le 14 novembre 2019, elle joint le Groupe progressiste du Sénat, formé lors de la dissolution du caucus libéral du Sénat. Elle y restera jusqu'à sa retraite le 24 août 2020.
Avant sa nomination au Sénat, Dyck était une neuroscientifique à l'Université de la Saskatchewan, où elle est également une doyenne associée. Le 12 mars 1999, Dyck, qui est d'un héritage mixte cri et chinois et qui fut l'une des premières femmes autochtones au Canada à poursuivre une carrière académique en science, s'est vue présenter un prix d'excellence pour l'ensemble des réalisations par la Fondation nationale des réalisations autochtones. Elle continue d'enseigner à l'université ainsi que de faire de la recherche à temps partiel.

## Distinctions
- Officier de l'Ordre du Canada